# John Degerberg
John Edvin Larsson Degerberg, född 27 mars 1892 i Lund, död 29 juli 1972 i Malmö, var en svensk skådespelare.

## Biografi
Degerberg började spela teater i Lund 1912 och verkade mest i turnerande teatersällskap.[källa behövs] 1922 kom han till Hippodromen i Malmö och 1944 engagerades han vid Malmö stadsteater.[källa behövs]
Han var gift med skådespelaren Alfhild Wahlberg-Degerberg.[källa behövs] De är begravda på Norra kyrkogården i Lund.

## Filmografi
- 1928 – Janssons frestelse
- 1928 – Hattmakarens bal
- 1936 – Söder om landsvägen
- 1938 – Julia jubilerar
- 1938 – Kloka gubben
- 1939 – Skanör-Falsterbo
- 1939 – Kalle på Spången
- 1940 – En sjöman till häst
- 1944 – Skåningar
- 1950 – Pimpernel Svensson

## Teater

### Roller (ej komplett)
| År   | Roll            | Produktion                        | Regi                | Teater            |
| ---- | --------------- | --------------------------------- | ------------------- | ----------------- |
| 1940 | En bonde        | Puzzlespel Kaj Munk               | Oscar Winge         | Vasateatern       |
| 1948 |                 | Lycko-Pers resa August Strindberg | Gösta Folke         | Malmö Stadsteater |
| 1955 |                 | Revisorn Nikolaj Gogol            | Lars-Levi Læstadius | Malmö stadsteater |
| 1957 | Brudgummens far | Peer Gynt Henrik Ibsen            | Ingmar Bergman      | Malmö stadsteater |

### Fotnoter
1. ↑  ”John Degerberg”. Svensk Filmdatabas. http://www.sfi.se/sv/svensk-filmdatabas/Item/?type=PERSON&itemid=59164&ref=%2ftemplates%2fSwedishFilmSearchResult.aspx%3fid%3d1225%26epslanguage%3dsv%26searchword%3ddegerberg%26type%3dPerson%26match%3dBegin%26page%3d1%26prom%3dFalse. Läst 21 februari 2013.
2. ↑  ”Teater, Musik, Film”. Dagens Nyheter:  s. 9. 25 april 1940. http://arkivet.dn.se/arkivet/tidning/1940-04-25/113/9. Läst 26 augusti 2015.
3. ↑  ”Peer Gynt”. Ingmar Bergman Face to face. http://ingmarbergman.se/verk/peer-gynt. Läst 15 oktober 2015.